# William Cavendish, 3:e hertig av Devonshire

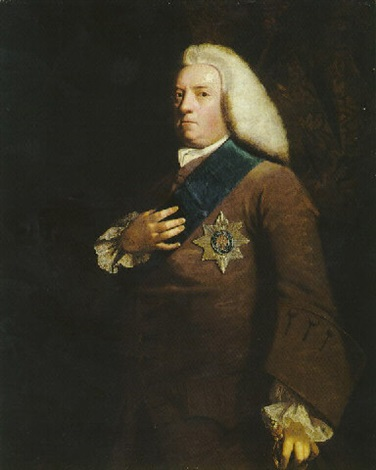
William Cavendish, 3:e hertig av Devonshire.

William Cavendish, 3:e hertig av Devonshire född den 26 september 1698, död den 5 december 1755, var en brittisk adelsman och politiker. Han var son till William Cavendish, 2:e hertig av Devonshire. 
William Cavendish var parlamentsledamot (whig) 1721–1729. Han var också Lord Steward of the Household för Georg I av England och Georg II av England 1723–1737. Han utnämndes till medlem av Privy Council 1731. År 1733 blev han dubbad till riddare av Strumpebandsorden. Han var lordlöjtnant på Irland 1737–1744. 
Han gifte sig 1718 med Catherine Hoskins (död 1777), dotter till John Hoskins, förvaltare hos hertigen av Bedford.

## Barn
- Lady Caroline Cavendish (1719–1760), gift med William Ponsonby, 2:e earl av Bessborough
- William Cavendish, 4:e hertig av Devonshire (1720–1764), gift med Charlotte Elizabeth Boyle, 6:e baronessa Clifford (1731–1754)
- Lord George Augustus Cavendish (död 1794)
- Lady Rachel Cavendish (död 1805), gift med Horatio Walpole, 1:e earl av Orford
- Lady Elizabeth Cavendish (1723–1796), gift med John Ponsonby
- Lord Frederick Cavendish, fältmarskalk (1729–1803)
- Lord John Cavendish (1734–1783)